# Danh sách tập của Running Man (2013)
Dưới đây là danh sách các tập của chương trình truyền hình thực tế Running Man được phát sóng vào năm 2013.

## Danh sách tập
| Tập # | Ngày phát sóng (Ngày ghi hình)  | Khách mời | Landmark                                                                             | Đội | Đội | Nhiệm vụ                                                                      | Kết quả |
| ----- | ------------------------------- | --- | ------------------------------------------------------------------------------------ | --- | --- | ----------------------------------------------------------------------------- | --- |
| 127   | 06/01/2013 (18/12/2012)         | Choi Ji-woo, Jung Yong-hwa (CN Blue), Lee Gi-kwang (BEAST), Lee Jong-hyun (CN Blue), Simon Dominic (Supreme Team) | Jangsado Sea Park (Jangsado, Tongyeong, Gyeongsangnam-do)                            | Đội Ji-woo (Choi Ji-woo, Haha, Ji Suk-jin, Kim Jong-kook, Lee Kwang-soo, Yoo Jae-suk) | Đội Ji-hyo (Song Ji-hyo, Gary, Jung Yong-hwa, Lee Gi-kwang, Lee Jong-hyun, Simon Dominic) | Loại bỏ/bảo vệ con rắn                                                        | Đội Ji-hyo Thắng 100 bao gạo được quyên góp cho trại mồ côi ở Busan dưới danh nghĩa của đội Ji-hyo.                                                                                            |
| 128   | 13/01/2013 (30/12/2012)         | Park Shin-yang, Uhm Ji-won | Đài truyền hình SBS (Mok-dong, Yangcheon-gu, Seoul)                                  | Đội xanh (Yoo Jae-suk, Ji Suk-jin, Song Ji-hyo) Đội đỏ (Kim Jong-kook, Lee Kwang-soo, Uhm Ji-won) Đội xanh lá (Gary, Haha, Park Shin-yang) | Đội xanh (Yoo Jae-suk, Ji Suk-jin, Song Ji-hyo) Đội đỏ (Kim Jong-kook, Lee Kwang-soo, Uhm Ji-won) Đội xanh lá (Gary, Haha, Park Shin-yang) | Bảo vệ điểm thưởng                                                            | Đội đỏ & xanh lá Thắng Đội xanh lá nhận được 20,000 won, đội đỏ nhận được 2,520,000 won và họ đã quyên góp cho trại trẻ mồ côi Java ở Indonesia.                                               |
| 129   | 20/01/2013 (08/01/2013)         | Jung Yong-hwa (CN Blue), Kwang-hee (ZE:A), L (INFINITE), Lee Jong-hyun (CN Blue), Lee Joon (MBLAQ), Min-ho (Shinee), Sulli (f(x)) | National Institute of Biological Resources (Kyeongseo-dong, Seo-gu, Incheon)         | Đội Running Man (Yoo Jae-suk, Gary, Haha, Ji Suk-jin, Kim Jong-kook, Lee Kwang-soo, Song Ji-hyo) | Đội thần tượng (Jung Yong-hwa, Kwang-hee, L, Lee Jong-hyun, Lee Joon, Min-ho, Sulli) | Đánh bại các đội khác                                                         | Đội Running Man Thắng Các thành viên Running Man nhận được bảng tên bằng vàng. |
| 130   | 27/01/2013 (14/01/2013)         | Không khách mời | New Seoul City Hall (Jung-gu, Seoul)                                                 | Không chia đội | Không chia đội | Tìm thành viên còn sống sót cuối cùng từ năm 1938 và kho báu.                 | Haha Thắng Haha nhận được thỏi vàng. |
| 131   | 03/02/2013 (22/01/2013)         | Choo Sung-hoon, Lee Si-young | Yongyu Train Depot (Unseo-dong, Jung-gu, Incheon)                                    | Săn tiền thưởng: Không chia đội | Cuộc đua kím tiền Ddakji: Đội xanh (Choo Sung-hoon, Haha, Yoo Jae-suk) Đội đỏ (Lee Si-young, Ji Suk-jin, Kim Jong-kook) Đội xanh lá (Gary, Lee Kwang-soo, Song Ji-hyo) | Đánh bại đội ddakji khác                                                      | Đội đỏ Thắng Đội đỏ nhận được thịt bò Hàn Quốc. |
| 132   | 10/02/2013 (21/01/2013)         | Hwang Jung-min, Hyun-ah (4Minute), Park Sung-woong | Asiana Town (Gangseo-gu, Seoul)                                                      | Đội diễn viên (Hwang Jung-min, Lee Kwang-soo, Song Ji-hyo, Yoo Jae-suk, Park Sung-woong) | Đội ca sĩ (Kim Jong-kook, Gary, Haha, Ji Suk-jin, Hyun-ah) | Giao 7 va li cho ông chủ                                                      | Đội diễn viên Thắng Gary, Hwang Jung-min, Lee Kwang-soo, Park Sung-woong, Yoo Jae-suk nhận được phần thưởng mí mật.                                                                            |
| 133   | 17/02/2013 (03/02/2013)         | Han Hye Jin, Lee Dong Wook | Ma Cao (Trung Quốc)                                                                  | Sân bay quốc tế Ma Cao/Bến Ngư Phủ: Yoo Jae-suk & Haha Gary & Song Ji-hyo Ji Suk-jin & Lee Kwang-soo | Tháp Ma Cao/Quảng trường Senado: Đội vàng (Yoo Jae-suk, Haha, Han Hye-jin) Đội xanh lá (Gary, Song Ji-hyo, Lee Dong-wook) Đội xanh (Ji Suk-jin, Kim Jong-kook, Lee Kwang-soo) | Đánh bại các đội khác                                                         | Đội vàng Thắng Đội vàng nhận được gươm vàng. |
| 134   | 24/02/2013 (04/02/2013)         | Han Hye Jin, Lee Dong Wook | Keangnam Hanoi Landmark Tower (Hà Nội, Việt Nam)                                     | Đội xanh lá (Yoo Jae-suk, Ji Suk-jin, Song Ji-hyo) Đội vàng (Gary, Haha, Han Hye-jin) Đội xanh (Kim Jong-kook, Lee Kwang-soo, Lee Dong-wook) | Đội xanh lá (Yoo Jae-suk, Ji Suk-jin, Song Ji-hyo) Đội vàng (Gary, Haha, Han Hye-jin) Đội xanh (Kim Jong-kook, Lee Kwang-soo, Lee Dong-wook) | Đánh bại các đội khác                                                         | Đội vàng Thắng Đội vàng nhận được gươm vàng. |
| 135   | 03/03/2013 (19/02/2013)         | Choi Siwon (Super Junior), Thành Long | Kwanghee Fashion Mall (Sindang-dong, Jung-gu, Seoul)                                 | Đội xanh (Jackie Chan, Song Ji-hyo, Yoo Jae-suk) Đội đỏ (Choi Si-won, Gary, Kim Jong-kook) Đội xanh lá (Haha, Ji Suk-jin, Lee Kwang-soo) | Đội xanh (Jackie Chan, Song Ji-hyo, Yoo Jae-suk) Đội đỏ (Choi Si-won, Gary, Kim Jong-kook) Đội xanh lá (Haha, Ji Suk-jin, Lee Kwang-soo) | Ném phi tiêu vào tâm vàng                                                     | Đội đỏ Thắng Đội đỏ nhận được chiếc giày bốt vàng và tặng cho Thành Long. |
| 136   | 10/03/2013 (05/02/2013)         | Han Hye Jin, Lee Dong Wook | Hoa Lư (Việt Nam)                                                                    | Không chia đội | Không chia đội | Đánh bại các thành viên khác                                                  | Song Ji-hyo Thắng |
| 137   | 17/03/2013 (05/03/2013)         | Noh Sa-yeon, Uee (After School) | Jo In-joo Boxing Club (Wonhyoro-dong, Yongsan-gu, Seoul)                             | Đội On Dal xanh lá (Uee, Lee Kwang-soo, Yoo Jae-suk) Đội On Dal cam (Noh Sa-yeon, Ji Suk-jin, Kim Jong-kook) Đội On Dal xanh (Song Ji-hyo, Gary, Haha) | Đội On Dal xanh lá (Uee, Lee Kwang-soo, Yoo Jae-suk) Đội On Dal cam (Noh Sa-yeon, Ji Suk-jin, Kim Jong-kook) Đội On Dal xanh (Song Ji-hyo, Gary, Haha) | Đánh bại các công chúa khác                                                   | Đội On Dal xanh lá Thắng Uee nhận được cặp nhẫn vàng và tặng một cái cho Kwangsoo. |
| 138   | 24/03/2013 (18/03/2013)         | Kim Soo-ro, Kim Woo-bin, Lee Jong-hyun (CN Blue), Lee Jong-suk, Min Hyo-rin | THPT Haewon (Gyeongseo-dong, Seo-gu, Incheon)                                        | Khoa thể thao (Kim Jong-kook, Gary, Haha, Ji Suk-jin, Lee Kwang-soo, Song Ji-hyo) | Khoa điện ảnh (Kim Soo-ro, Yoo Jae-suk, Kim Woo-bin, Lee Jong-hyun, Lee Jong-suk, Min Hyo-rin) | Giành quyền quản lý trường                                                    | Khoa điện ảnh Thắng |
| 139   | 31/03/2013 (19/03/2013)         | Go Ah-ra, Lee Yeon-hee | The MVL Hotel Kintex (Janghang-dong, Ilsandong-gu, Goyang, Gyeonggi-do)              | Phần 1: Yoo Jae-suk & Song Ji-hyo Kim Jong-kook & Go Ah-ra Gary & Lee Yeon-hee Haha & Lee Kwang-soo Ji Suk-jin Phần 2: Yoo Jae-suk & Lee Kwang-soo Kim Jong-kook & Go Ah-ra Gary & Lee Yeon-hee Haha & Song Ji-hyo Ji Suk-jin | Phần 3: Đội nhiệm vụ (Yoo Jae-suk, Lee Yeon-hee) Đội đuổi bắt (Gary, Haha, Ji Suk-jin, Kim Jong-kook, Lee Kwang-soo, Song Ji-hyo, Go Ah-ra) | Tìm anh em ruột                                                               | Go Ah-ra Thắng Go Ah-ra nhận được cặp pin "R" vàng và tặng lại cho Kim Jong-kook. |
| 140   | 07/04/2013 (25/03/2013)         | Không khách mời | Ecoplex (Maseo-myeon, Seocheon-gun, Chungcheongnam-do)                               | Đội nhiệm vụ (Gary, Haha, Ji Suk-jin, Kim Jong-kook, Lee Kwang-soo) | Đội đuổi bắt (Yoo Jae-suk) I.A.G (Song Ji-hyo) | Tìm vắc xin cho virus giận dữ để cứu thế giới.                                | Yoo Jae-suk Thắng |
| 141   | 14/04/2013 (02/04/2013)         | Eun Ji-won Jessica | Everland (Yongin, Gyeonggi-do)                                                       | Không chia đội | Không chia đội | Đánh bại các thành viên khác                                                  | Lee Kwang-soo Thắng Lee Kwang-soo nhận được vương miện vàng. |
| 142   | 21/04/2013 (01/04/2013)         | Lee Bo-young, Lee Sang-yoon | Gwangnaru Safety Experience Center (Neung-dong, Gwangjin-gu, Seoul)                  | Cuộc đua cặp đôi đẹp nhất: Đội hồng (Yoo Jae-suk, Kim Jong-kook, Lee Bo-young) Đội xanh (Gary, Song Ji-hyo, Lee Sang-yoon) Đội vàng (Haha, Ji Suk-jin, Lee Kwang-soo) | Cặp đôi trốn tìm: Đội nhiệm vụ (Yoo Jae-suk & Song Ji-hyo, Ji Suk-jin & Lee Bo-young, Kim Jong-kook & Lee Kwang-soo, Gary & Lee Sang-yoon) Đội đuổi bắt (Haha) | Tồn tại đến hết thời gian quy định                                            | Haha Thắng Haha nhận được vòng tay vàng. |
| 143   | 28/04/2013 (15/04/2013)         | Kim In-kwon, Lee Kyung-kyu, Ryu Hyun-kyung | Seoul City Hall (Jung-gu, Seoul)                                                     | Đội cam (Yoo Jae-suk, Ji Suk-jin, Lee Kwang-soo, Song Ji-hyo, Lee Kyung-kyu) | Đội xanh (Gary, Haha, Kim Jong-kook, Kim In-kwon, Ryu Hyun-kyung) | Đạt được số điểm cao nhất trong Karaoke Siêu Năng lực                         | Đội cam Thắng Đội cam nhận được cúp vàng và trao tặng cho Ryu Hyun-kyung. |
| 144   | 05/05/2013 (16/4/2013)          | Cha In-pyo, Ricky Kim, Seo Jang-hoon | Namsan Elementary School Seocheon Branch (Chuncheon, Gangwon-do)                     | Xé bảng tên: Không chia đội | Cuộc đua Donation Angel: Yoo Jae-suk, Cha In-pyo Kim Jong-kook, Ricky Kim Gary, Song Ji-hyo Haha, Seo Jang-hoon Ji Suk-jin, Lee Kwang-soo | Đánh bại đội ddakji khác                                                      | Yoo Jae-suk & Cha In-pyo Thắng 1,000 đôi giày Running được quyên góp cho quỹ phúc lợi trẻ em và quỹ phúc lợi xã hội ở Gangwon dưới danh nghĩa của Cha In-pyo.                                  |
| 145   | 12/05/2013 (30/04/2013)         | Jeon Hye-bin, Jung Jin-woon (2AM), Kim Byung-man, Noh Woo-jin, Park Jung-chul | Gyeonggi English Village Paju Camp (Tanhyeon-myeon, Paju, Gyeonggi-do)               | Đội Running Man (Yoo Jae-suk, Gary, Ji Suk-jin, Kim Jong-kook, Lee Kwang-soo, Song Ji-hyo) | Đội Law of the Jungle (Kim Byung-man, Haha, Jeon Hye-bin, Jung Jin-woon, Noh Woo-jin, Park Jung-chul) | Đánh bại các đội khách                                                        | Đội Law of the Jungle Thắng Mỗi người trong đội Law of the Jungle nhận được nhẫn vàng. |
| 146   | 19/05/2013 (06/05/2013)         | Kim Sang-kyung, Uhm Jung-hwa | Wolseong Nuclear Energy Information Center (Uljin-gun, Gyeongsangbuk-do)             | Đội trinh thám 1 (Kim Sang-kyung, Song Ji-hyo, Yoo Jae-suk) Đội trinh thám 2 (Uhm Jung-hwa, Gary, Kim Jong-kook) Đội phản bội (Haha, Ji Suk-jin, Lee Kwang-soo) | Đội trinh thám 1 (Kim Sang-kyung, Song Ji-hyo, Yoo Jae-suk) Đội trinh thám 2 (Uhm Jung-hwa, Gary, Kim Jong-kook) Đội phản bội (Haha, Ji Suk-jin, Lee Kwang-soo) | Bắt lấy Đội phản bội                                                          | Đội trinh thám 1 Thắng Kim Sang-kyung, Song Ji-hyo, Yoo Jae-suk mỗi người nhận được huy hiệu. Song Ji-hyo nhận được đặc quyền có một tập riêng cho cô.                                         |
| 147   | 26/05/2013 (13/05/2013)         | Kim Soo Hyun, Lee Hyun Woo | Đại học Sogang (Mapo-gu, Seoul)                                                      | Đội xanh (Yoo Jae-suk, Lee Kwang-soo, Kim Soo-hyun) Đội đỏ (Haha, Kim Jong-kook, Lee Hyun-woo) Đội xanh lá (Gary, Ji Suk-jin, Song Ji-hyo) | Đội xanh (Yoo Jae-suk, Lee Kwang-soo, Kim Soo-hyun) Đội đỏ (Haha, Kim Jong-kook, Lee Hyun-woo) Đội xanh lá (Gary, Ji Suk-jin, Song Ji-hyo) | Giành chiến thắng trong trận đấu                                              | Đội xanh lá Thắng Đội xanh nhận được cúp vàng. |
| 148   | 02/06/2013 (27/05/2013)         | Jeong Jun-ha, So Yi-hyun | Gapyeong Gymnasium (Gapyeong-gun, Gyeonggi-do)                                       | Đội đỏ (Yoo Jae-suk, Ji Suk-jin, Jeong Jun-ha) Đội vàng (Kim Jong-kook, Lee Kwang-soo, So Yi-hyun) Đội xanh (Gary, Haha, Song Ji-hyo) | Đội đỏ (Yoo Jae-suk, Ji Suk-jin, Jeong Jun-ha) Đội vàng (Kim Jong-kook, Lee Kwang-soo, So Yi-hyun) Đội xanh (Gary, Haha, Song Ji-hyo) | Hoàn tất domino                                                               | Đội đỏ Thắng Đội đỏ nhận được muỗng vàng. |
| 149   | 09/06/2013 (14/05/2013)         | Kim Soo-mi, Kim Sook, Kwon Ri-se (Ladies' Code), Park So-hyun, Song Eun-ee | National Folk Museum of Korea (Jongno-gu, Seoul)                                     | Yoo Jae-suk & Kim Soo-mi Gary & Park So-hyun Haha & Song Eun-ee Ji Suk-jin & Song Ji-hyo Kim Jong-kook & Kim Sook Lee Kwang-soo & Kwon Ri-se | Yoo Jae-suk & Kim Soo-mi Gary & Park So-hyun Haha & Song Eun-ee Ji Suk-jin & Song Ji-hyo Kim Jong-kook & Kim Sook Lee Kwang-soo & Kwon Ri-se | Có được chín đuôi để trở thành Gumiho                                         | Haha & Song Eun-ee Thắng Song Eun-ee nhận được quả bóng vàng. |
| 150   | 16/06/2013 (03/06/2013)         | Chansung (2PM), Choo Sung-hoon, Jung Du-hong, Taecyeon (2PM) | SQUARE1 (Dongchun-dong, Yeonsu-gu, Incheon)                                          | Đánh giá năng lực siêu anh hùng: Đội đội trưởng Yoo (Yoo Jae-suk, Ji Suk-jin, Lee Kwang-soo) Đội đội trưởng Kook (Kim Jong-kook, Gary, Haha, Song Ji-hyo) | Trận đấu cuối cùng: Không chia đội | Đánh bại các thành viên khác                                                  | Choo Sung-hoon Thắng Song Ji-hyo được đánh giá là siêu anh hùng mạnh nhất trong Running Man vì là thành viên còn lại cuối cùng                                                                 |
| 151   | 23/06/2013 (10/06/2013)         | Han Hyo-joo, Jung Woo-sung, Junho (2PM) | Đài truyền hình SBS (Mok-dong, Yangcheon-gu, Seoul)                                  | Tự đi đến Seocheon: Không chia đội | Cuộc đua tử thần: Đội Running Man (Yoo Jae-suk, Gary, Ji Suk-jin, Kim Jong-kook, Song Ji-hyo, Han Hyo-joo, Junho) Đội sổ sinh tử (Jung Woo-sung, Haha, Lee Kwang-soo) | Đánh bại đội còn lại                                                          | Đội Running Man Thắng Đội Running Man nhận được giải thưởng không được tiết lộ. |
| 152   | 30/06/2013 (11/06/2013)         | Han Hyo-joo, Jung Woo-sung, Junho (2PM) | Baekje Cultural Complex (Gyuam-myeon, Buyeo-gun, Chungcheongnam-do)                  | Đội xanh (Yoo Jae-suk, Gary, Haha, Song Ji-hyo, Jung Woo-sung) | Đội đỏ (Kim Jong-kook, Ji Suk-jin, Lee Kwang-soo, Han Hyo-joo, Junho) | Đánh bại đội còn lại                                                          | Đội xanh Thắng Đội xanh nhận được máy quay, thùng đá, thịt bò Hàn, cơm, xe đạp, truyền hình, quạt, vỉ nướng, lều, máy pha cà phê, và kem chống năngs.                                          |
| 153   | 07/07/2013 (19/06/2013)         | Koo Ja-Cheol, Park Ji-Sung, Sulli Choi (f(x)) | Korea Polar Research Institute (Songdo-dong, Yeonsu-gu, Incheon)                     | Đội Ji-sung (Park Ji-sung, Gary, Haha, Yoo Jae-suk, Sulli) | Đội Ja-cheol (Koo Ja-cheol, Ji Suk-jin, Kim Jong-kook, Lee Kwang-soo, Song Ji-hyo) | Đánh bại đội còn lại                                                          | Đội Ji-sung Thắng Đội Ji-sung chọn 2 người tham gia 2013 Asian Dream Cup. |
| 154   | 14/07/2013 (22,23/06/2013)      | Park Ji-Sung, Sulli Choi (f(x)), Patrice Evra | Sân vận động bóng đá Hồng Khẩu (Thượng Hải, Trung Quốc)                              | Đội Ji-sung (Park Ji-sung, Gary, Haha, Yoo Jae-suk, Sulli) | Đội Evra (Patrice Evra, Ji Suk-jin, Kim Jong-kook, Lee Kwang-soo, Song Ji-hyo) | Đánh bại đội còn lại                                                          | Đội Evra Thắng Đội Evra nhận được 2 vé mời cho 2013 Asian Dream Cup. Park Ji-sung chọn Yoo Jae-suk và Haha, Patrice Evra chọn Kim Jong-kook và Lee Kwang-soo để tham gia 2013 Asian Dream Cup. |
| 155   | 21/07/2013 (01/07/2013)         | Suzy (Miss A) | Đại học Quốc tế Incheon (Yeonsu-gu, Incheon)                                         | Cuộc đua 4 giai đoạn tốt nghiệp: Tổ 1 (Yoo Jae-suk, Haha, Kim Jong-kook, Suzy) Tổ 2 (Gary, Ji Suk-jin, Lee Kwang-soo, Song Ji-hyo) | Tìm đối tác định mệnh: Đội Running Man (Yoo Jae-suk, Gary, Haha, Ji Suk-jin, Kim Jong-kook, Lee Kwang-soo) Chị em ma quái (Song Ji-hyo, Suzy) | Đánh bại đội còn lại                                                          | Chị em ma quái Thắng |
| 156   | 28/07/2013 (16/07/2013)         | CL, Minzy, Park Bom, Park Dara (2NE1) | Công viên Hangang (Yeongdeungpo-gu, Seoul)                                           | Đội hồng (Yoo Jae-suk, Lee Kwang-soo, Gong Minzy, Park Bom) Đội cam (Gary, Haha, CL, Sandara Park) Đội xanh (Ji Suk-jin, Kim Jong-kook, Song Ji-hyo) | Đội hồng (Yoo Jae-suk, Lee Kwang-soo, Gong Minzy, Park Bom) Đội cam (Gary, Haha, CL, Sandara Park) Đội xanh (Ji Suk-jin, Kim Jong-kook, Song Ji-hyo) | Thu thập 21 lít nước                                                          | Đội hồng Thắng Đội hồng nhận được đĩa bay vàng và trao tặng cho 2NE1. |
| 157   | 04/08/2013 (22/07/2013)         | Ahn Gil-kang, Jung Woong-in, Kim Hee-won | Tangeum Lake International Rowing Stadium (Gageum-myeon, Chungju, Chungcheongbuk-do) | Đội tình nghi (Yoo Jae-suk, Lee Kwang-soo, Ahn Gil-kang, Jung Woong-in, Kim Hee-won) | Đội công tố viên (Kim Jong-kook, Gary, Haha, Ji Suk-jin, Song Ji-hyo) | Tìm ra bằng chứng và chiến thắng                                              | Đội tình nghi Thắng |
| 158   | 11/08/2013 (05/08/2013)         | Jeon Mi-seon, Moon Jung-hee, Son Hyun-joo | Goyang Aqua Studio (Deogyang-gu, Goyang, Gyeonggi-do)                                | Acupressure Mat Hopscotch: Đội xanh (Yoo Jae-suk, Gary, Song Ji-hyo, Son Hyun-joo) Đội cam (Haha, Kim Jong-kook, Jeon Mi-seon) Đội vàng (Ji Suk-jin, Lee Kwang-soo, Moon Jung-hee) | Cuộc đua trốn tìm: Không chia đội | Đoán số của tất cả mọi người                                                  | Son Hyun-joo Thắng Son Hyun-joo nhận được 3 nhẫn vàng. |
| 159   | 18/08/2013 (06/08/2013)         | Fujita Sayuri, Jo Jung-chi (Shinchireem), John Park, Jung-in, Kim Kwang-kyu, Kim Ye-rim (Togeworl), Park Sang-myun | Yangju KBS Relay Station (Hoecheon-1-dong, Yangju, Gyeonggi-do)                      | Yoo Jae-suk & Kim Kwang-kyu Gary & Song Ji-hyo Haha & Fujita Sayuri Ji Suk-jin & Park Sang-myun Kim Jong-kook & Kim Ye-rim Lee Kwang-soo & John Park Jo Jung-chi & Jung-in | Yoo Jae-suk & Kim Kwang-kyu Gary & Song Ji-hyo Haha & Fujita Sayuri Ji Suk-jin & Park Sang-myun Kim Jong-kook & Kim Ye-rim Lee Kwang-soo & John Park Jo Jung-chi & Jung-in | Tìm thanh vàng và lựa chọn giữa nó và đối tác                                 | Gary & Song Ji-hyo Thắng Gary nhận được 2 thanh vàng. Song Ji-hyo nhận được 6 thanh vàng. Jo Jung-chi nhận được 4 thanh vàng.                                                                  |
| 160   | 25/08/2013 (19,20/08/2013)      | Andy Lee Eric Mun, Jun Jin, Lee Min-woo, Shin Hye-sung(Shinhwa) | Daeijak Island (Ongjin-gun, Incheon)                                                 | Không chia đội | Không chia đội | Giải quyết lời nguyền của viên ngọc                                           | Đội Shinhwa Thắng Mỗi thành viên Shinhwa nhận được quân cờ vàng. |
| 161   | 01/09/2013 (20/08/2013)         | Andy Lee Eric Mun, Jun Jin, Lee Min-woo, Shin Hye-sung(Shinhwa) | Seungbong Island (Ongjin-gun, Incheon)                                               | Đội Running Man (Yu Jae-suk, Gary, Haha, Ji Suk-jin, Kim Jong-kook, Lee Kwang-soo, Song Ji-hyo) | Đội Shinhwa (Andy, Eric, Jun Jin, Lee Min-woo, Shin Hye-sung) | Giải quyết lời nguyền của viên ngọc                                           | Đội Shinhwa Thắng Mỗi thành viên Shinhwa nhận được quân cờ vàng. |
| 162   | 08/09/2013 (26/08/2013)         | Chansung (2PM), Wooyoung (2PM) Da-som (Sistar), Hyo-rin (Sistar), Jung Eun Ji (A Pink), Son Na-eun (A Pink) L (INFINITE), Sung-kyu (INFINITE) Lee Gi-kwang (BEAST), Yoon Doo-joon (BEAST) Lee Joon (MBLAQ), Seung-ho (MBLAQ) Min-ah (Girl's Day), Yu-ra (Girl's Day) | Old Cheongju Tobacco Factory (Sangdang-gu, Cheongju, Chungcheongbuk-do)              | Jae-suk & Girl's Day (Yoo Jae-suk, Min-ah, Yu-ra) Gary & A-Pink (Gary, Jung Eun-ji, Son Na-eun) Haha & Infinite (Haha, L, Sung-kyu) Suk-jin & 2PM (Ji Suk-jin, Chansung, Wooyoung) Jong-kook & Sistar (Kim Jong-kook, Da-som, Hyo-rin) Kwang-soo & MBLAQ (Lee Kwang-soo, Lee Joon, Seung-ho) Ji-hyo & Beast (Song Ji-hyo, Lee Gi-kwang, Yoon Doo-joon) | Jae-suk & Girl's Day (Yoo Jae-suk, Min-ah, Yu-ra) Gary & A-Pink (Gary, Jung Eun-ji, Son Na-eun) Haha & Infinite (Haha, L, Sung-kyu) Suk-jin & 2PM (Ji Suk-jin, Chansung, Wooyoung) Jong-kook & Sistar (Kim Jong-kook, Da-som, Hyo-rin) Kwang-soo & MBLAQ (Lee Kwang-soo, Lee Joon, Seung-ho) Ji-hyo & Beast (Song Ji-hyo, Lee Gi-kwang, Yoon Doo-joon) | Thoát khỏi lồng, giải quyết tangram, mở khoá lấy cờ trong thời gian kiếm được | Ji-hyo & Beast Thắng Song Ji-hyo, Lee Gi-kwang, Yoon Doo-joon nhận được cúp vàng. |
| 163   | 15/09/2013 (02/09/2013)         | Dae-sung, G-Dragon, Seung-ri (Big Bang) | Icheon Art Hall (Jungri-dong, Icheon, Gyeonggi-do)                                   | Công chúa Ji-hyo (Song Ji-hyo) Đội GD (Yoo Jae-suk, Gary, G-Dragon) Đội Dae-sung (Kim Jong-kook, Lee Kwang-soo, Dae-sung) Đội Seung-ri (Haha, Ji Suk-jin, Seung-ri) | Công chúa Ji-hyo (Song Ji-hyo) Đội GD (Yoo Jae-suk, Gary, G-Dragon) Đội Dae-sung (Kim Jong-kook, Lee Kwang-soo, Dae-sung) Đội Seung-ri (Haha, Ji Suk-jin, Seung-ri) | Có số điểm cao nhất từ những lá bài                                           | Công chúa Ji-hyo Thắng Song Ji-hyo nhận được 6 thanh vàng. |
| 164   | 22/09/2013 (03/09/2013)         | Kim Hae-sook, Yoo Ah-in | Baekbul Traditional House (Dunsan-dong, Dong-gu, Daegu)                              | Gia đình Hae-sook (Kim Hae-sook, Ji Suk-jin, Kim Jong-kook, Yoo Jae-suk) | Gia đình Ji-hyo (Song Ji-hyo, Gary, Haha, Lee Kwang-soo, Yoo Ah-In) | Làm ra các món ăn                                                             | Gia đình Ji-hyo Thắng Gia đình Ji-hyo nhận được cái muỗng vàng. |
| 165   | 29/09/2013 (16/09/2013)         | Không khách mời | Wabu Middle School (Wabu-eup, Namyangju, Gyeonggi-do)                                | Không chia đội | Không chia đội | Đặt những bức ảnh của cô gái trong cuốn nhật kí                               | Ji Suk-jin Thắng |
| 166   | 06/10/2013 (01/10/2013)         | Choi Jin-hyuk, Kim Woo-bin, Park Shin Hye | Đài truyền hình SBS (Mok-dong, Yangcheon-gu, Seoul)                                  | Tập đoàn thời trang RM (Yoo Jae-suk, Gary, Choi Jin-hyuk, Kim Woo-bin, Park Shin-hye) | Tập đoàn dầu khí RM (Haha, Ji Suk-jin, Kim Jong-kook, Lee Kwang-soo, Song Ji-hyo) | Tạo ra cổ phần nhiều hơn                                                      | Choi Jin-hyuk Thắng Choi Jin-hyuk nhận được nhãn vàng. |
| 167   | 13/10/2013 (17/09/2013)         | Chun Jung-myung, Kim Min-jung | National Museum of Korean Contemporary History (Jongno-gu, Seoul)                    | Cảnh sát mật (Lee Kwang-soo, Kim Min-jung) Trung học đầu gấu (Yoo Jae-suk, Song Ji-hyo, Chun Jung-myung) Trung học hổ báo (Kim Jong-kook, Gary, Kim Min-jung) Trung học phản bội (Haha, Ji Suk-jin, Lee Kwang-soo) | Cảnh sát mật (Lee Kwang-soo, Kim Min-jung) Trung học đầu gấu (Yoo Jae-suk, Song Ji-hyo, Chun Jung-myung) Trung học hổ báo (Kim Jong-kook, Gary, Kim Min-jung) Trung học phản bội (Haha, Ji Suk-jin, Lee Kwang-soo) | Tìm "ba lô huyền thoại"                                                       | Kim Min-jung Thắng |
| 168   | 20/10/2013 (30/09/2013)         | IU, Park Myung-soo | Bể bơi Sân vận động World Cup Suwon (Paldal-gu, Suwon, Gyeonggi-do)                  | Đội đỏ (Yoo Jae-suk, Lee Kwang-soo, IU) Đội trắng (Haha, Kim Jong-kook, Park Myung-soo) Đội xanh (Gary, Ji Suk-jin, Song Ji-hyo) | Đội đỏ (Yoo Jae-suk, Lee Kwang-soo, IU) Đội trắng (Haha, Kim Jong-kook, Park Myung-soo) Đội xanh (Gary, Ji Suk-jin, Song Ji-hyo) | Đặt cược tỉ lệ "sói" và "cừu"                                                 | Gary & Song Ji-hyo Thắng Gary và Song Ji-hyo nhận được 9 thanh vàng. |
| 169   | 27/10/2013 (14/10/2013)         | Joo Sang-wook, Yang Dong-geun | Mayhills Resort (Gohan-eup, Jeongseon-gun, Gangwon-do)                               | Thoát khỏi nón bảo hiểm: Không chia đội | Trốn tìm với chuông: Đội không nón bảo hiểm (Yoo Jae-suk, Gary, Haha, Joo Sang-wook, Yang Dong-geun) Đội nón bảo hiểm (Ji Suk-jin, Kim Jong-kook, Lee Kwang-soo, Song Ji-hyo) | Đánh bại các đội khác                                                         | Đội không nón bảo hiểm Thắng Đội phòng thủ nhận được đặc sản của Jeongseon. |
| 170   | 03/11/2013 (15/10/2013)         | Kim Yoo Jung, T.O.P (Big Bang), Yoon Je-moon | Samtan Art Mine (Gohan-eup, Jeongseon-gun, Gangwon-do)                               | Đội thám hiểm Dorothy (Yoo Jae-suk, Gary, Haha, Kim Jong-kook, Lee Kwang-soo, Song Ji-hyo, Kim Yoo-jung, T.O.P, Yoon Je-moon) | Phù thủy (Ji Suk-jin) | Đánh bại phù thủy                                                             | Kim Yoo-jung Thắng Kim Yoo-jung nhận được 3 nhẫn vàng và tặng cho T.O.P và Yoon Je-moon. |
| 170   | 03/11/2013 (15/10/2013)         | Ryu Hyun-jin, Suzy (Miss A) | Lotte Outlets Buyeo Store (Gyuam-myeon, Buyeo-gun, Chungcheongnam-do)                | Lựa chọn của Ryu Hyun-jin: Không chia đội | Trốn tìm bằng chuông: Đội Running Man (Yoo Jae-suk, Gary, Haha, Ji Suk-jin, Kim Jong-kook, Lee Kwang-soo, Song Ji-hyo) Đội EXO (Baekhyun, Chen, D.O., Kai, Kris, Lay, Lu Han, Sehun, Suho, Tao, Xiumin) | Hoàn thành nhiệm vụ của Ryu Hyun-jin                                          | Đội Running Man Thắng |
| 171   | 10/11/2013 (29/10/2013)         | Ryu Hyun-jin, Suzy (Miss A) | Lotte Outlets Buyeo Store (Gyuam-myeon, Buyeo-gun, Chungcheongnam-do)                | Lựa chọn của Ryu Hyun-jin: Không chia đội | Trốn tìm bằng chuông: Đội Running Man (Yoo Jae-suk, Gary, Haha, Ji Suk-jin, Kim Jong-kook, Lee Kwang-soo, Song Ji-hyo) Đội EXO (Baekhyun, Chen, D.O., Kai, Kris, Lay, Lu Han, Sehun, Suho, Tao, Xiumin) | Hoàn thành nhiệm vụ của Ryu Hyun-jin                                          | Đội Running Man Thắng |
| 172   | 17/11/2013 (29/10 & 12/11/2013) | Ryu Hyun-jin, Suzy (Miss A) | Lotte Outlets Buyeo Store (Gyuam-myeon, Buyeo-gun, Chungcheongnam-do)                | Lựa chọn của Ryu Hyun-jin: Không chia đội | Trốn tìm bằng chuông: Đội Running Man (Yoo Jae-suk, Gary, Haha, Ji Suk-jin, Kim Jong-kook, Lee Kwang-soo, Song Ji-hyo) Đội EXO (Baekhyun, Chen, D.O., Kai, Kris, Lay, Lu Han, Sehun, Suho, Tao, Xiumin) | Hoàn thành nhiệm vụ của Ryu Hyun-jin                                          | Đội Running Man Thắng |
| 172   | 17/11/2013 (29/10 & 12/11/2013) | Ryu Hyun-jin, Suzy (Miss A) | Korean Folk Village (Mokhyeon-dong, Gwangju, Gyeonggi-do)                            | Cuộc đua tạm biệt mùa thu: Đội Suzy (Yoo Jae-suk, Gary, Suzy) Đội Hyun-jin (Kim Jong-kook, Song Ji-hyo, Ryu Hyun-jin) Đội phản bội (Haha, Ji Suk-jin, Lee Kwang-soo) | Cuộc thi nấu ăn: Spy (Ryu Hyun-jin) Đội Running Man (Yoo Jae-suk, Gary, Haha, Ji Suk-jin, Kim Jong-kook, Lee Kwang-soo, Song Ji-hyo, Suzy) | Tìm gối "R"                                                                   | Haha, Kim Jong-kook, Lee Kwang-soo, Song Ji-hyo, Ryu Hyun-jin, Suzy Thắng Yoo Jae-suk, Gary, Ji Suk-jin phải rửa chén.                                                                         |
| 173   | 24/11/2013 (12,13/11/2013)      | Ryu Hyun-jin, Suzy (Miss A) | Korean Folk Village (Mokhyeon-dong, Gwangju, Gyeonggi-do)                            | Cuộc đua tạm biệt mùa thu: Đội Suzy (Yoo Jae-suk, Gary, Suzy) Đội Hyun-jin (Kim Jong-kook, Song Ji-hyo, Ryu Hyun-jin) Đội phản bội (Haha, Ji Suk-jin, Lee Kwang-soo) | Cuộc thi nấu ăn: Spy (Ryu Hyun-jin) Đội Running Man (Yoo Jae-suk, Gary, Haha, Ji Suk-jin, Kim Jong-kook, Lee Kwang-soo, Song Ji-hyo, Suzy) | Tìm gối "R"                                                                   | Haha, Kim Jong-kook, Lee Kwang-soo, Song Ji-hyo, Ryu Hyun-jin, Suzy Thắng Yoo Jae-suk, Gary, Ji Suk-jin phải rửa chén.                                                                         |
| 173   | 24/11/2013 (12,13/11/2013)      | Ryu Hyun-jin, Suzy (Miss A) | Namyangju Little Baseball Park (Namyangju, Gyeonggi-do)                              | Cuộc đua kiếm tiền: Không chia đội | Bóng chày siêu năng lực: Đội Jae-suk (Yoo Jae-suk, Haha, Lee Kwang-soo, Song Ji-hyo, Kim Hyun-soo, Lee Byung-kyu) Đội Hyun-jin (Ryu Hyun-jin, Gary, Ji Suk-jin, Kim Jong-kook, Suzy, Shin Kyung-hyun) | Thắng Trận bóng chày siêu năng lực                                            | Đội Hyun-jin Thắng Mỗi thành viên đội Hyun-jin nhận được nhẫn vàng. |
| 174   | 01/12/2013 (18/11/2013)         | Bo-ra (Sistar), Han Hye-jin, Lee Seung Gi | "R" Warehouse (Sangam-dong, Mapo-gu, Seoul)                                          | Yoo Jae-suk & Han Hye-jin Gary & Song Ji-hyo Ji Suk-jin & Haha Kim Jong-kook & Bo-ra Lee Kwang-soo & Lee Seung-gi | Yoo Jae-suk & Han Hye-jin Gary & Song Ji-hyo Ji Suk-jin & Haha Kim Jong-kook & Bo-ra Lee Kwang-soo & Lee Seung-gi | Tìm ra mật khẩu                                                               | Lee Kwang-soo & Lee Seung-gi Thắng Lee Kwang-soo và Lee Seung-gi nhận 5 thanh vàng. |
| 175   | 08/12/2013 (25/11/2013)         | Gong Yoo, Park Hee-soon | POSCO Green Building (Songdo-dong, Yeonsu-gu, Incheon)                               | Cuộc chiến sống còn: Đội đỏ (Yoo Jae-suk, Lee Kwang-soo, Gong Yoo) Đội xanh (Kim Jong-kook, Haha, Park Hee-soon) Đội xanh lá (Gary, Ji Suk-jin, Song Ji-hyo) | Xé bảng tên: Không chia đội | Đánh bại các thành viên khác                                                  | Haha Thắng Haha nhận được vàng. |
| 176   | 15/12/2013 (26 /11/2013)        | Jang Ki-ha, Jun Hyun-moo, Kim Kwang-kyu, Lee Juck, Muzie | SBS Broadcasting Center (Mok-dong, Yangcheon-gu, Seoul)                              | 11 người đồng đội nam (Yoo Jae-suk, Gary, Haha, Ji Suk-jin, Kim Jong-kook, Lee Kwang-soo, Jang Ki-ha, Jun Hyun-moo, Kim Kwang-kyu, Lee Juck, Muzie)MC (Song Ji-hyo) | 11 người đồng đội nam (Yoo Jae-suk, Gary, Haha, Ji Suk-jin, Kim Jong-kook, Lee Kwang-soo, Jang Ki-ha, Jun Hyun-moo, Kim Kwang-kyu, Lee Juck, Muzie)MC (Song Ji-hyo) | Đoán bảng xếp hạng khảo sát                                                   | Tất cả Thắng Mỗi thành viên nam/khách mời nhận được đồng tiền vàng. |
| 177   | 22/12/2013 (9/12/2013)          | Gil (Leessang) | NAVER Green Factory (Jeongja-dong, Bundang-gu, Seongnam, Gyeonggi-do)                | Đội xanh (Yoo Jae-suk, Ji Suk-jin) Đội đỏ (Haha, Kim Jong-kook) Đội vàng (Lee Kwang-soo, Song Ji-hyo) | Đội Leessang (Gary, Gil) | Cùng Gary đứng trên bục cuối cùng                                             | Đội LeeSSang Thắng Gary và Gil nhận được 7 thanh vàng. |
| 178   | 29/12/2013 (10/12/2013)         | Không khách mời | Công viên Hangang (Mapo-gu, Seoul)                                                   | Đội Running Man | Đội sản xuất | Thu thập Running Balls                                                        | Đội sản xuất Thắng Do lỗi của đội sản xuất, đội sản xuất bị ngập nước thay vì đội Running Man.                                                                                                 |